# Zacorus aparthena
Zacorus aparthena är en fjärilsart som beskrevs av Edward Meyrick 1884. Zacorus aparthena ingår i släktet Zacorus och familjen praktmalar, Oecophoridae. Inga underarter finns listade i Catalogue of Life.